# Tomišelj
Tomišelj je vas v Občini Ig. Nahaja se na južnem obronku Ljubljanskega barja ob vznožju gore Krim. Glavni dostop do vasi je po cesti Ig - Podpeč. V Tomišlju je romarska  cerkev Kraljice rožnega venca iz 18. stoletja. Nedaleč od vasi je Koščeva naravoslovna učna pot. Skozi Tomišelj teče reka Iška in se po približno 3 kilometrih kot desni pritok izliva v Ljubljanico. Povezana je z rednimi medkrajevnimi linijami.
V Tomišlju se nahaja tudi podružnična šola in gasilski dom prostovoljnega gasilskega društva Tomišelj.